# Spanisch-Portugiesischer Krieg (1735–1737)
Der Spanisch-Portugiesische Krieg war ein militärischer Konflikt zwischen dem Königreich Spanien und dem Königreich Portugal in den Jahren 1735 bis 1737. Die Operationen des formell unerklärten Krieges beschränkten sich fast ausschließlich auf die südamerikanischen Kolonien, wo beide Staaten um ihren Einfluss in der Banda Oriental am Río de la Plata (heutiges Uruguay) kämpften. Durch die Vermittlung von Großbritannien und Frankreich kam es letztlich zu einer vertraglichen Einigung der Kriegsparteien und der Wiederherstellung des Status quo ante.
Während der konkrete Verlauf des Konfliktes in Südamerika maßgeblich durch die Initiative der jeweiligen Verantwortlichen vor Ort geprägt wurde, kam es in Europa lediglich zu diplomatischen Auseinandersetzungen. Sie verliefen, bedingt durch die großen Entfernungen zum Kriegsschauplatz und die damit einhergehenden Probleme in der Kommunikation, sehr schleppend. Nach dem Historiker Heinz Duchhardt ist dieser Konflikt ein zumindest für die erste Hälfte des 18. Jahrhunderts gültiges Beispiel für „das Bemühen, koloniale Konflikte auszugrenzen und nicht zu einer Belastung der europäischen Staatenbeziehungen werden zu lassen“. Erst später habe sich die Tendenz eingestellt, Konflikte aus Übersee auch als zentral für die europäischen Verhältnisse einzustufen.

## Vorgeschichte

### Koloniale Hintergründe

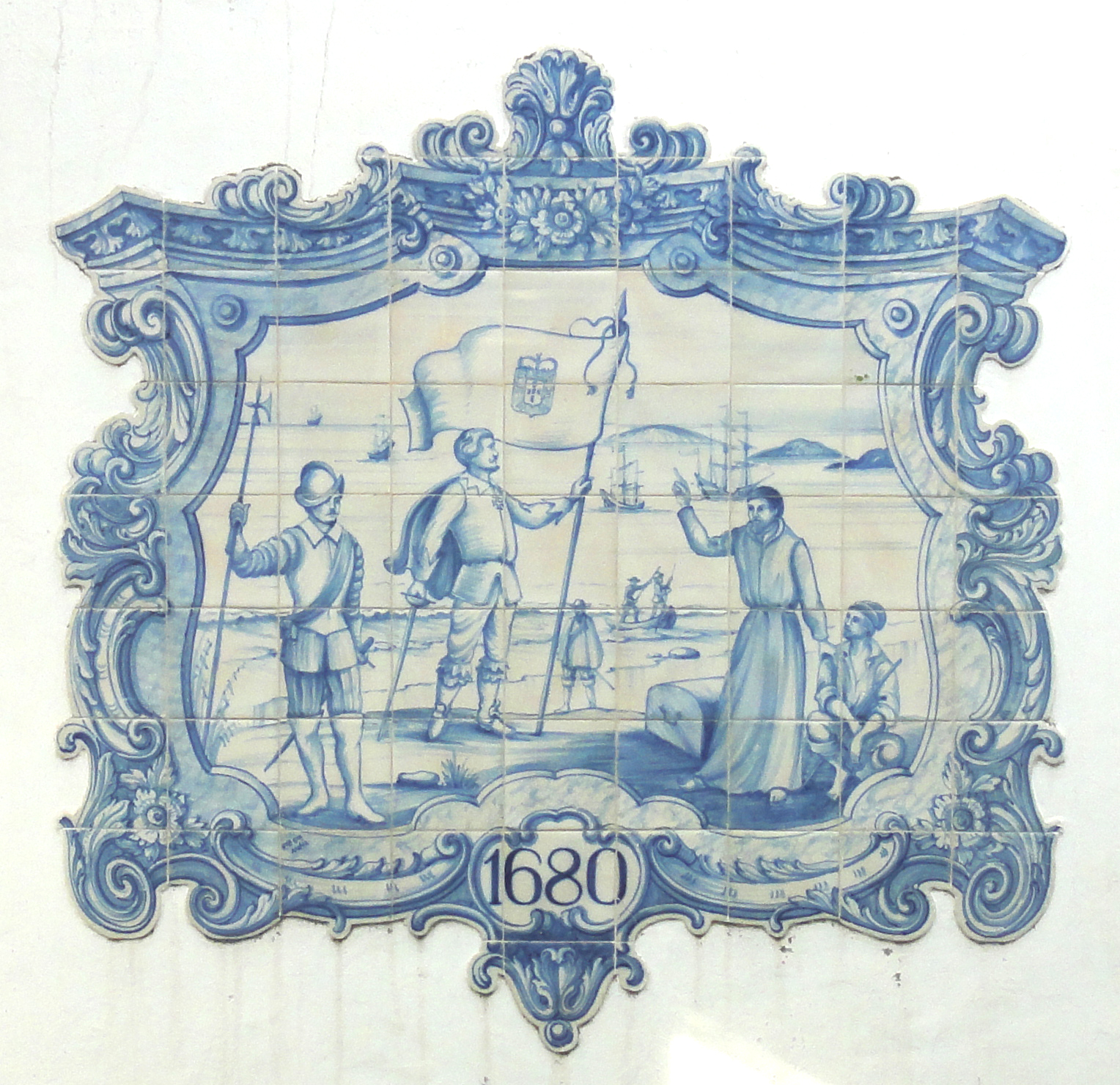
Darstellung der Gründung von Colonia del Sacramento im dortigen Museum für Stadtgeschichte

Seit dem Vertrag von Tordesillas (1494) besiedelten das Königreich Spanien und das Königreich Portugal den südamerikanischen Kontinent und errichteten dort Kolonien. Dabei blieb zwischen dem portugiesischen Villa da Laguna und dem spanischen Buenos Aires ein unbesiedeltes Gebiet, die sogenannte Banda Oriental, auf das beide Seiten Anspruch erhoben. Prinz Dom Pedro, seit 1667 Regent und ab 1682 als Pedro II. König von Portugal, ergriff 1678 die Initiative und befahl die Besetzung des umstrittenen Gebietes. Zu seinem Schutz vor Spanien wurde 1680 am Río de la Plata gegenüber von Buenos Aires die befestigte Nova Colônia do Sacramento (dt.: Neue Kolonie des Heiligen Sakraments) angelegt. Zwar reagierten die Spanier umgehend mit einem militärischen Angriff auf die vermeintliche Verletzung ihrer Rechte in dieser Region und zerstörten die portugiesische Siedlung noch im gleichen Jahr, doch die internationale Lage gab schließlich den Ausschlag zugunsten Portugals. Spanien befand sich im Krieg gegen Frankreich (→ Reunionskrieg) und war auf gute oder zumindest nicht feindselige Beziehungen zu Portugal angewiesen. Am 7. Mai 1681 einigte man sich darauf, dass das Gebiet vorläufig weiter beiden Seiten offenstehen und die Kolonie Sacramento wiederhergestellt werden sollte.
Die am 24. Februar 1682 neu errichtete Colônia do Sacramento war aufgrund ihrer geostrategischen Lage von Bedeutung, auch wenn sie kaum über Verbindungen zu den restlichen brasilianischen Kolonien verfügte. Sie beherrschte teilweise den Río de la Plata und setzte dem Vordringen der Spanier in die Banda Oriental Grenzen. Daneben bildete Sacramento bald einen wichtigen Wirtschaftsfaktor für den Zwischenhandel und trat somit in direkte Konkurrenz zu Buenos Aires. Bereits nach etwa 20 Jahren hatte sich der Ort zu einem der wichtigsten Umschlagsorte vor allem für Schmuggelwaren in den südamerikanischen Kolonien entwickelt, und obwohl die spanische Krone die Situation dringend ändern wollte, waren ihr aufgrund der weiterhin angespannten Situation in Europa die Hände gebunden. Nachdem der Bourbone Philipp V. den spanischen Thron bestiegen hatte, versuchte auch er umgehend ein gutes Verhältnis zu Portugal herzustellen, indem er am 18. Juni 1701 vertraglich die portugiesischen Besitzungen garantierte. Allerdings trat der Lissaboner Hof 1703 trotzdem der antibourbonischen Koalition bei, und somit weitete sich der Spanische Erbfolgekrieg (1701–1714) auch auf Südamerika aus. Dabei wurde Colônia do Sacramento im März 1705 von spanischen Truppen erobert. Erst im Frieden von Utrecht legten beide Seiten am 6. Februar 1715 ihre Streitigkeiten bei; Spanien gab auf Druck Englands und Frankreichs Colônia do Sacramento an Portugal zurück.
Ungeklärt blieb, welchen Umfang die Kolonie genau haben sollte. Die Portugiesen verstanden darunter das gesamte Gebiet bis zum nördlichen Ufer des Río de la Plata, während die Spanier davon ausgingen, dass nur die Stadt Colônia do Sacramento selbst gemeint war und das Gebiet, welches ihre Geschütze beherrschen konnten (Kanonenschussweite). Nördlich dieser Entfernung bezogen daher spanische Kavallerieposten Stellung und verhinderten jeden Vorstoß portugiesischer Siedler nach Norden an den Río Uruguay. Die Portugiesen protestierten zwar, konnten sich jedoch nicht durchsetzen. Stattdessen orientierten sie sich nach Süden auf die Küstenregion, wo eine kleine Militärexpedition am 27. November 1723 an der Mündung des Río de la Plata einen neuen Stützpunkt errichtete. Die Spanier reagierten wiederum mit einer Blockade und vertrieben das portugiesische Kontingent. Sie übernahmen jedoch den Stützpunkt, nun San Felipe y Santiago de Montevideo genannt, und bauten ihn bis 1726 zu einer florierenden Kolonie aus. Damit war Colônia do Sacramento nördlich und südlich von spanischen Territorien umgeben und nur über See mit den übrigen portugiesischen Kolonien verbunden. Die anschließenden Reibereien und Proteste der Portugiesen führten zu nichts. Allerdings waren in jener Zeit sämtliche europäischen Mächte so sehr auf die gleichzeitigen Krisen in Europa (→ Englisch-Spanischer Krieg) konzentriert, dass ein offener Kriegsausbruch auf der Iberischen Halbinsel vorerst vermieden wurde.

### Ausbruch der Feindseligkeiten
Das Königreich Portugal gehörte mit seinen 2,1 Millionen Einwohnern in Europa zu den kleinen Mächten ohne ein großes Militär und mit nur einer kleinen Flotte von nie mehr als 25 Linienschiffen. König Johann V. interessierte sich ohnehin kaum für die Außenpolitik und konzentrierte sich fast ausschließlich auf die inneren Angelegenheiten seines Landes oder beschränkte sein Interesse auf die Iberische Halbinsel. Der engste Verbündete des Landes war seit 1654 das Königreich Großbritannien, mit dem spätestens seit dem Methuenvertrag (27. Dezember 1703) enge wirtschaftliche Beziehungen sowie ein Bündnisabkommen existierten. Seit dem Utrechter Frieden waren die territorialen Verhältnisse in Südamerika ungeklärt geblieben und zum ständigen Streitpunkt in den portugiesisch-spanischen Beziehungen geworden. Selbst ein von beiden Seiten anvisiertes und vorteilhaftes Handelsabkommen scheiterte an diesem offenen Konflikt. Bei seiner Abreise im Jahr 1733 erhielt der neue Gouverneur des Río de la Plata, Miguel de Salcedo y Sierralta (1689–1765), vom spanischen Außen- und Kriegsminister José de Patiño y Morales daher den Auftrag, die Bewegungen der Portugiesen in der Banda Oriental einzuschränken, Druck auszuüben und die seit 1716 noch offenen territorialen Fragen mit dem Gouverneur von Sacramento zu klären.

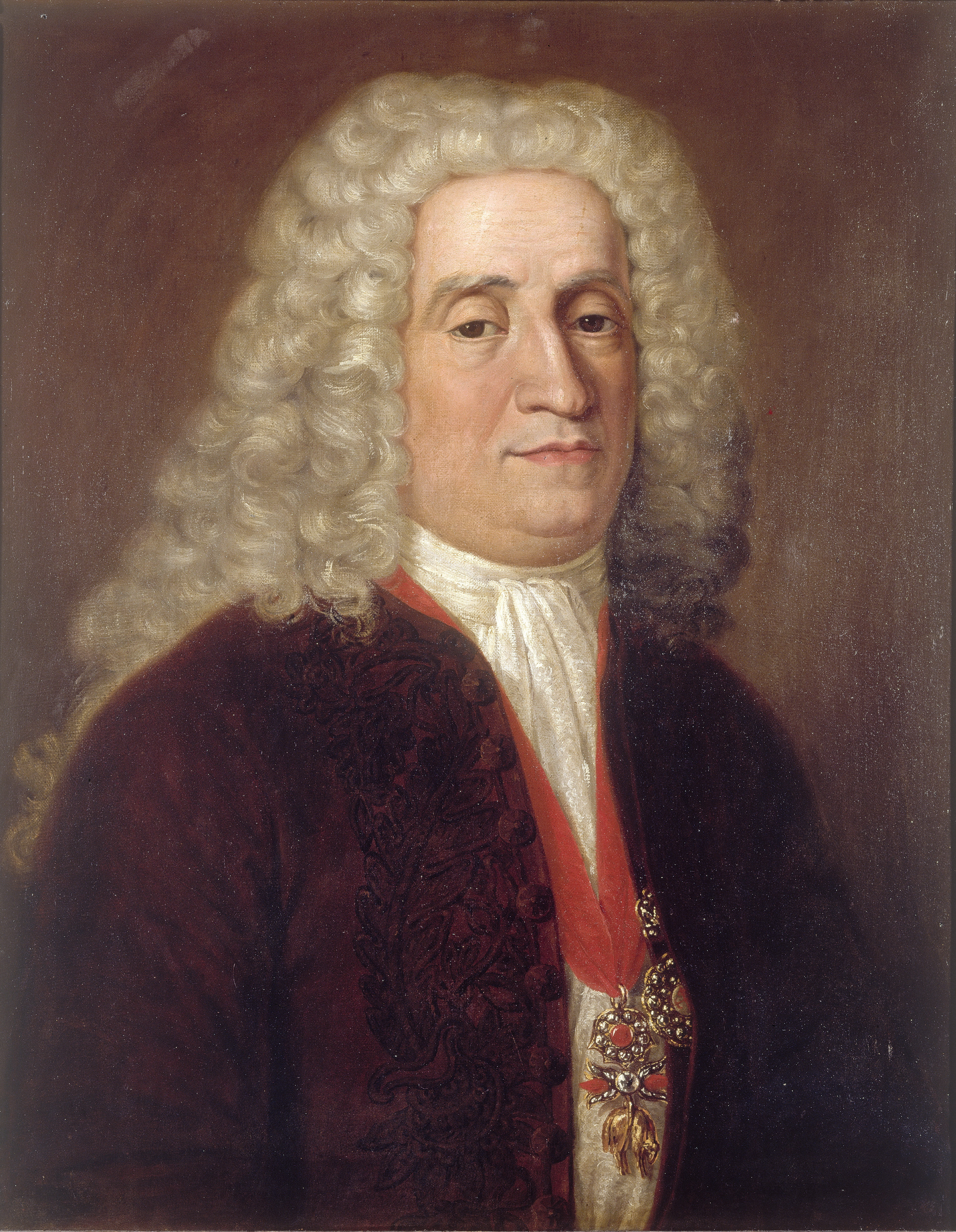
José de Patiño y Morales (1666–1736); Gemälde von Jean Ranc

Im Jahr 1734 nach dem Ausbruch des Polnischen Thronfolgekrieges, in dem sich auch König Philipp V. von Spanien militärisch engagierte, griff eine zunehmend antispanische Stimmung am Lissaboner Hof um sich. Es kamen Gerüchte auf, es sei geplant, in Spanien zu intervenieren, die Königin Elisabetta Farnese zu vertreiben und dem Kronprinzen Ferdinand (seit 1729 verheiratet mit einer portugiesischen Prinzessin) auf den Thron zu verhelfen. Gleichzeitig machte König Johann Ansprüche auf Territorien in Galicien geltend. In diesem Sinne versuchte er die britische Regierung für einen Krieg gegen Spanien zu gewinnen, was vom britischen Botschafter Baron Tyrawley unterstützt wurde. Doch der leitende Minister Robert Walpole dachte nicht daran, sich in den aktuellen kontinentalen Krieg hineinziehen zu lassen, da er den britischen Vorteil ausschließlich im Überseehandel sah.
Die Spannungen zwischen Madrid und Lissabon schlugen sich jedoch bald in einem Handelskrieg nieder, und schließlich führte ein Zwischenfall in Madrid zum offenen Bruch. Im Februar 1735 wurden einige diplomatische Vertreter Portugals in Spanien festgenommen. Nun erinnerte die portugiesische Regierung sowohl in London als auch in Den Haag an den Beistandspakt von 1703. Die Niederländer reagierten zwar nicht auf die portugiesischen Vorstellungen, doch in Großbritannien war die Öffentlichkeit ebenfalls antispanisch eingestellt. Die Händler klagten über die Behinderung durch Spanien in der Karibik und fürchteten spanische Angriffe auf die portugiesische Brasilienflotte. Letzteres hätte wirtschaftlich sehr negative Auswirkungen gehabt. Daher entschlossen sich Walpole und der Direktor des „Southern Department“ des Außenministeriums, der Duke of Newcastle, eine Flotte zu entsenden. Diese schlecht ausgerüstete und schlecht versorgte Flotte stand unter dem Befehl von Admiral John Norris und erreichte die Mündung des Tagus am 9. Juni 1735. Norris hatte jedoch Befehl, sich auf keinen Fall in einen Krieg gegen Spanien verstricken zu lassen, es sei denn, Portugal würde direkt angegriffen. Seine Aufgabe bestand lediglich im Schutz der portugiesischen Küsten und Handelsschiffe – ein Umstand, der König Johann verbitterte.
Unter dem Eindruck des Bruches zwischen Portugal und Spanien sowie der sich anbahnenden englisch-portugiesischen Aktionen wurde auch die Madrider Regierung aktiv. Am 18. April 1735 schickte Außenminister José de Patiño an Gouverneur Salcedo den Befehl, nicht auf eine förmliche Kriegserklärung zu warten, sondern Colonia del Sacramento bei Gelegenheit überraschend anzugreifen und einzunehmen. Dieser Befehl sollte im August/September 1735 in Buenos Aires eintreffen und dort den Beginn eines offenen Krieges einläuten.

## Kriegsverlauf

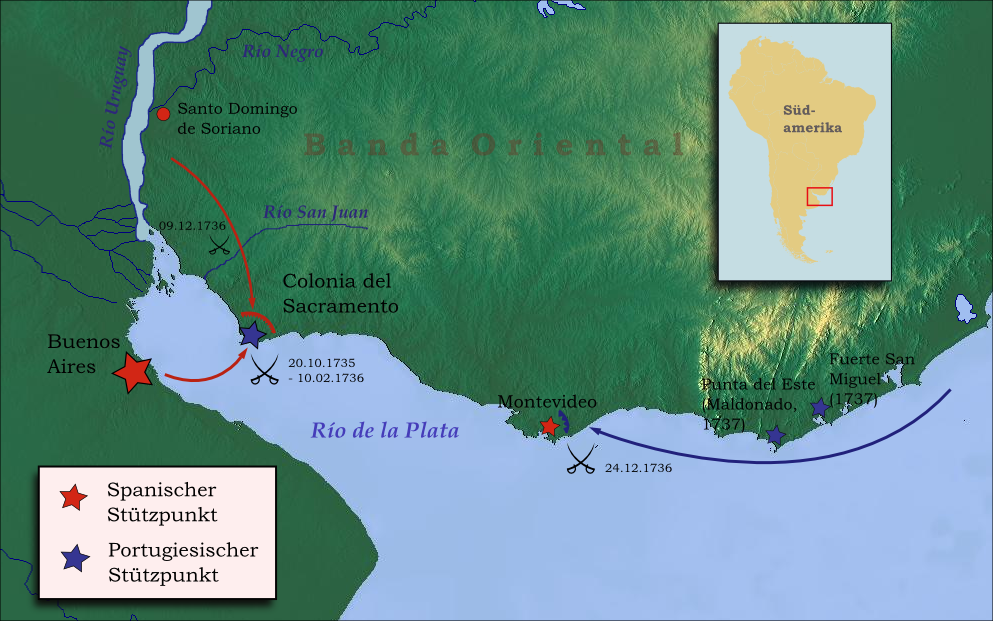
Karte des Kriegsschauplatzes 1735–1737

Auch ohne Anweisungen aus Europa spitzte sich der Konflikt in der Banda Oriental rasch zu einer bewaffneten Auseinandersetzung zu. Miguel de Salcedo y Sierralta, der spanische Gouverneur von Buenos Aires, hatte den Druck auf die Portugiesen seit 1734 immer weiter erhöht. In Erwartung einer baldigen Konfrontation ging auch Brigadegeneral Antonio Pedro de Vasconcelos in Colonia del Sacramento daran, die Stadt mittels der beiden Bastionen „San Pedro de Alcántara“ und „Santa Rita“ zu verstärken. Im Sommer stattete Salcedo schließlich den Korsaren Francisco de Alzaybar mit einem Kaperbrief aus und setzte ihn mit seinem Schiff San Bruno auf den portugiesischen Handel an. Als erstes portugiesisches Schiff fiel ihm am 29. Juli 1735 die Nossa Senhora del Rosario e Animas in die Hände, welche kurz zuvor den Hafen von Colonia del Sacramento verlassen hatte. Am 15. September folgte die Nuestra Señora de la Encina, die als Prise nach Buenos Aires gebracht wurde.

### Belagerung von Colonia del Sacramento
Doch dies war erst der Auftakt eines umfassenden Feldzuges, den Salcedo verfolgte, ohne die versprochene Verstärkung durch zwei Fregatten aus dem Mutterland abzuwarten. Bis zum 3. Oktober 1735 versammelte er unter Don Francisco de Alzaybar 400 Soldaten, die, unterstützt durch das bewaffnete Handelsschiff San Bruno (36 Kanonen), gegen Colonia del Sacramento vorgingen. Ihnen folgten eine bewaffnete Galeere und zwei Transportschiffe mit weiteren 650 Soldaten. Dem konnte der portugiesische Gouverneur Vasconcelos zunächst lediglich ein angeworbenes englisches Handelsschiff unter Kapitän William Kelly (30 Kanonen) sowie 200 Soldaten und 500 Berittene entgegensetzen. Diese beschatteten die Bewegungen der Spanier vorerst nur. Die Spanier führten währenddessen indianische Guaraní-Hilfstruppen aus dem Umland heran. In den ersten Tagen verwüsteten die Spanier das Umland der portugiesischen Kolonie und nahmen viele Einwohner gefangen.
Am 20. Oktober stand die spanische Streitmacht vor Sacramento. Sie bezog Quartiere nahe dem Ort Vedras und versuchte am 5. November einen ersten Angriff auf die Stadt, der jedoch scheiterte. Daraufhin begann Salcedo am 9. November 1735 mit einer regulären Belagerung. Diese hatte jedoch von Anfang an nur geringe Erfolgsaussichten, da Salcedo dauerhaft nur 500 Soldaten und 4.500 Indios einsetzen konnte und ihm lediglich 36 Kanonen zum Beschuss der Portugiesen zur Verfügung standen. Demgegenüber verfügte Vasconcelos in Sacramento über 935 Soldaten und 80 Geschütze, im Hafen noch ergänzt durch die Galeere Nossa Senhora da Penha de França und die kleinere Camaragipe. Dem englischen Handelsschiff unter Captain William Kelly war es unterdessen gelungen, die La-Plata-Mündung zu verlassen und den portugiesischen Gouverneur in Rio de Janeiro von den Vorgängen in der Banda Oriental zu unterrichten.
Die Portugiesen hatten die vorangegangenen Tage genutzt, um die Einwohner zu bewaffnen und die Befestigungen auszubessern. Lediglich die vorgelagerte Isla San Gabriel hatten sie den Spaniern überlassen müssen. Salcedo begann am 28. November schließlich mit einem zwölftägigen Bombardement und versuchte dann am 10. Dezember, die Stadt zu erstürmen. Der Angriff wurde jedoch zurückgeschlagen, sodass die Spanier ihr Bombardement auch in den folgenden Tagen fortsetzten. Am 6. Januar 1736 traf portugiesische Verstärkung ein und durchbrach die spanische Blockade. Auf die Bitte um Hilfe, die Vasconcelos nach Rio de Janeiro geschickt hatte, waren vom dortigen Vizekönig André de Melo e Castro die Fregatten Nossa Senhora de Nazaré (50 Kanonen) und Bom Jesús de Vila Nova (20 Kanonen) mit 370 Seeleuten und 460 Soldaten unter Tomaz da Gonçalvez da Silva entsandt worden. Damit wurde ein Aushungern von Sacramento unmöglich, und Salcedo führte die Masse seiner Truppen bis zum 10. Februar nach Buenos Aires zurück. Im Umfeld der portugiesischen Siedlungen blieben lediglich 200 Infanteristen und 500 Kavalleristen zurück, um weiterhin Druck auszuüben.

### Portugiesische Gegenoffensiven

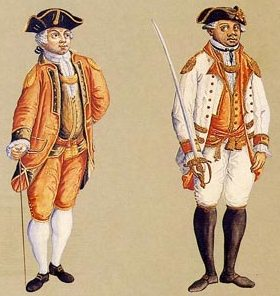
Uniformen portugiesischer Offiziere der Kolonialtruppen; zeitgenössisches Aquarell

Da die zahlenmäßig überlegenen portugiesischen Truppen von einer Dysenterie-Epidemie geschwächt wurden, konnten sie keine Vorteile aus dieser Situation ziehen. Doch bis zum 5. April 1736 holten die Portugiesen weitere 270 Soldaten heran und setzten sie zusammen mit den Schiffen Nossa Senhora de Nazaré, Bom Jesús da Confiança und dem englischen Handelsschiff von Kapitän Kelly offensiv gegen die Spanier ein. Am 18. April überfielen sie die spanischen Siedlungen am Río de la Plata und besiegten am 24. April erstmals die vor Sacramento verbliebenen spanischen Truppenkontingente.
Die Initiative ging nach der Abwehr der spanischen Angriffe eindeutig auf Portugal über. In Rio de Janeiro wurde eine schlagkräftige kleine Flotte von zwei Linienschiffen (je 74 Kanonen), einer Fregatte, einer Galeere, einer Brigantine und zwei angeheuerten Handelsschiffen unter Kommodore Luiz de Abreu Prego zusammengestellt. Mit 600 Soldaten unter Brigadegeneral José da Silva Pais stieß der Verband am 25. Juni 1736 in See und verstärkte die portugiesischen Truppen in der Banda Oriental. In der Mündung des Río de la Plata kam es Ende August zu mehreren Seegefechten mit den spanischen Fregatten Hermonia (52 Kanonen) und San Esteban (50 Kanonen), die zur Verstärkung aus Spanien eingetroffen waren. Den spanischen Schiffen gelang es, sich nach Buenos Aires durchzuschlagen und unterwegs einige Soldaten zur Verstärkung der Blockadetruppen vor Sacramento abzusetzen. Als nun jedoch am 26. September 1736 der portugiesische Flottenverband Sacramento erreichte und seine Soldaten an Land brachte, war das militärische Übergewicht der Portugiesen so groß geworden, dass sie am 4. Oktober sämtliche spanischen Verbände hinter den San-Juan-Fluss treiben konnten. Trotz weiterer portugiesischer Verstärkungen im November kam es hier zum Stellungskrieg. Lediglich am 9. Dezember 1736 führte ein portugiesischer Vorstoß am San-Juan-Fluss zu einem Gefecht, in dem die Angreifer 134 von 180 Mann verloren.
Brigadegeneral da Silva Pais und Kommodore Abreu Prego entschlossen sich nun zu einer eigenen Offensive gegen Montevideo, die am 24. Dezember 1736 begann. Allerdings gelang es den fünf Schiffen und mehr als 1200 Soldaten nicht, die 800 Mann starke spanische Besatzung zu überwältigen, die von einer Fregatte im Hafen unterstützt wurde. Nach etwa zwei Wochen zogen die Portugiesen schließlich nach Brasilien ab, jedoch nicht ohne zuvor am 13. Januar 1737 bei Punta del Este, nördlich von Montevideo, einen Stützpunkt einzurichten. Aus diesem entwickelte sich später die Stadt Maldonado. Eine weitere Gründung da Silva Pais’ auf seiner Rückreise nach Norden war das Fort „Jesus Maria e José“, dessen Grundstein am 17. Februar 1737 gelegt wurde und aus dem sich später die Stadt Rio Grande entwickelte.
Die Spanier reagierten auf die vermehrte militärische Präsenz der Portugiesen mit eigenen Verstärkungen. Im März 1737 trafen bei Buenos Aires die beiden Kriegsschiffe Galga (56 Kanonen) und Paloma (52 Kanonen) ein, die den Truppentransporter Rosario begleitet hatten. Unterwegs hatten sie insgesamt fünf portugiesische Schiffe erobert. Gouverneur Salcedo fühlte sich nunmehr stark genug, um wieder selbst in die Offensive zu gehen. Am 15. Mai erschien er mit vier Fregatten, zwei Brigantinen und zahlreichen weiteren Transportschiffen vor Sacramento. Die inzwischen auf 1000 Mann angewachsene Garnison konnte er jedoch nicht überwältigen, und in den folgenden Tagen kam es lediglich zu ergebnislosen Gefechten mit den fünf portugiesischen Brigantinen in diesen Gewässern. Am 27. Mai erlitten die Spanier jedoch eine Niederlage bei der Isla Martín García, durch welche es den Portugiesen möglich wurde, Sacramento über See zu versorgen. Damit war auch dieser spanische Blockadeversuch gescheitert. Erst am 15. August traf die portugiesische Fregatte Nossa Senhora da Boa Viagem des Kapitäns Duarte Pereira im Stützpunkt Maldonado ein und überbrachte die Nachricht, dass bereits am 16. März 1737 in Paris eine Einigung zwischen Portugal und Spanien erzielt worden sei. Damit endeten die Kampfhandlungen in der Banda Oriental.

### Verhandlungen in Europa

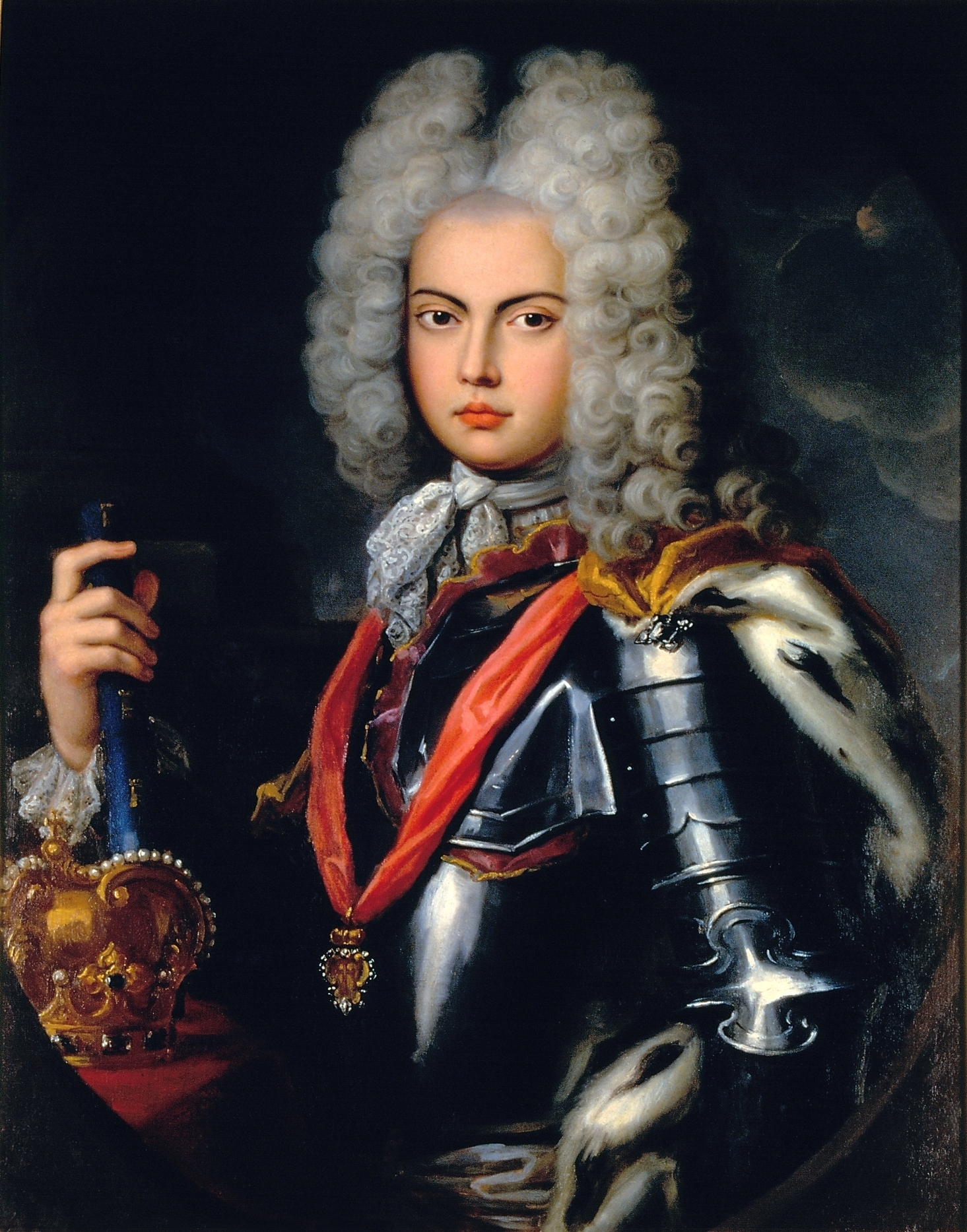
König Johann V. von Portugal (1689–1750); Gemälde von Pompeo Batoni

Admiral Norris und Botschafter Tyrawly waren schon bald davon überzeugt, dass von spanischer Seite keine ernsthafte Gefahr für Portugal ausging, obwohl König Johann auch weiterhin auf ein gemeinsames Vorgehen drängte. Auf die Nachricht von der Ankunft der englischen Flotte hatten zudem Frankreich und Sardinien, die Verbündeten Spaniens, Schiffe in die spanischen Gewässer verlegt. Allerdings war dem leitenden Minister Frankreichs, Kardinal André-Hercule de Fleury, an einer Begrenzung des gerade laufenden Polnischen Thronfolgekrieges gelegen. Er stand kurz vor dem Abschluss eines vorteilhaften Präliminarfriedens mit Kaiser Karl VI. (der jedoch erst am 3. Oktober 1735 abgeschlossen werden konnte) und wollte eine Auseinandersetzung mit Großbritannien daher vermeiden. Stattdessen bot man auch von dieser Seite seine Vermittlung zwischen Portugal und Spanien an.
Bereits im Hochsommer 1735 knüpfte Dom Manoel José, der Bruder des portugiesischen Königs, Kontakte zum französischen Konsul Jacques de Montagnac, in deren Ergebnis man übereinkam, einen Jesuiten namens Louis Gonçalves zur Besprechung der Lösungsvorschläge nach Paris zu entsenden. Währenddessen verhandelten in Lissabon jedoch auch Admiral Norris, Botschafter Tyrawly, Montagnac, der niederländische Resident Van Thiel, Johann V. und sein erster Minister Diogo de Mendonça Corte-Real miteinander. Diese Verhandlungen verzögerten sich vor allem durch die widersprüchlichen Meldungen aus Südamerika. So erfuhren die Diplomaten erst am 19. Februar 1736 von dem direkten spanischen Angriff auf Colonia del Sacramento und den Seegefechten auf dem Río de la Plata. Mit dem Hinweis, dass Sacramento mehr englische Wolle importiere als der gesamte Rest Brasiliens, forderte Mendonça die Entsendung englischer Schiffe nach Südamerika. Admiral Norris lehnte dies mit der Begründung ab, dass die englische Flotte in Europa gebraucht würde, um Portugal vor direkten Angriffen zu schützen. Kurz darauf starb Mendonça am 9. Mai 1736, und es dauerte Monate, bis sein Nachfolger bestimmt wurde.
Die Portugiesen legten die Nachrichten aus Südamerika den übrigen Diplomaten nicht sofort vor, so dass diese erst im September 1736 erfuhren, dass portugiesische Schiffe eine Gegenoffensive eröffnet hatten und dass Colonia del Sacramento noch nicht gefallen war. Zudem begab sich Dom Manoel José in dieser Zeit auf eigene Faust an den Madrider Hof, um eine Übereinkunft zu erreichen, jedoch ohne Erfolg. König Johann erfuhr inzwischen von den wenig erfolgreichen portugiesischen Operationen in der Banda Oriental und entschied sich, den Verhandlungsweg nun konsequenter zu verfolgen. Er beorderte den Botschafter Luis da Cunha aus Den Haag nach Paris, wo sich seit dem Juli 1736 die Vertreter Großbritanniens, Frankreichs und der Niederlande darauf geeinigt hatten, Portugal und Spanien durch gemeinsamen Druck zu Zugeständnissen zu bewegen. Erst damit begannen sich wirkliche Fortschritte in den Verhandlungen zu ergeben. Admiral Norris und Tyrawly informierten daraufhin Johann V., dass die drei Vermittler einen Vorschlag zur Lösung des Konfliktes unterbreiten würden, und wenn dieser von ihm angenommen würde, die Vermittlermächte auch Spanien zur Annahmen bewegen würden.
Luis da Cunha vertrat in Paris die portugiesischen Interessen, und so kam es im Januar 1737 zu einer Einigung. Am 16. März wurde der Vertrag von Paris unterzeichnet. Im Kern legte der Vertrag fest, dass sich die Kronen von Portugal und Spanien vorbehielten, die südamerikanischen Grenzstreitigkeiten zu einem späteren Zeitpunkt umfassend zu klären. Bis dahin sollte der Status quo, also der Besitzstand vor den Kämpfen, wiederhergestellt werden. Der Vertrag von Paris trug daher eher den Charakter eines Waffenstillstandes. Am 11. April wurde die Unterzeichnung des Vertrages bekannt. Die diplomatischen Beziehungen zwischen Lissabon und Madrid wurden wieder normalisiert, und die britische Flotte unter Admiral Norris verließ Portugal am 16. April 1737.

## Folgen

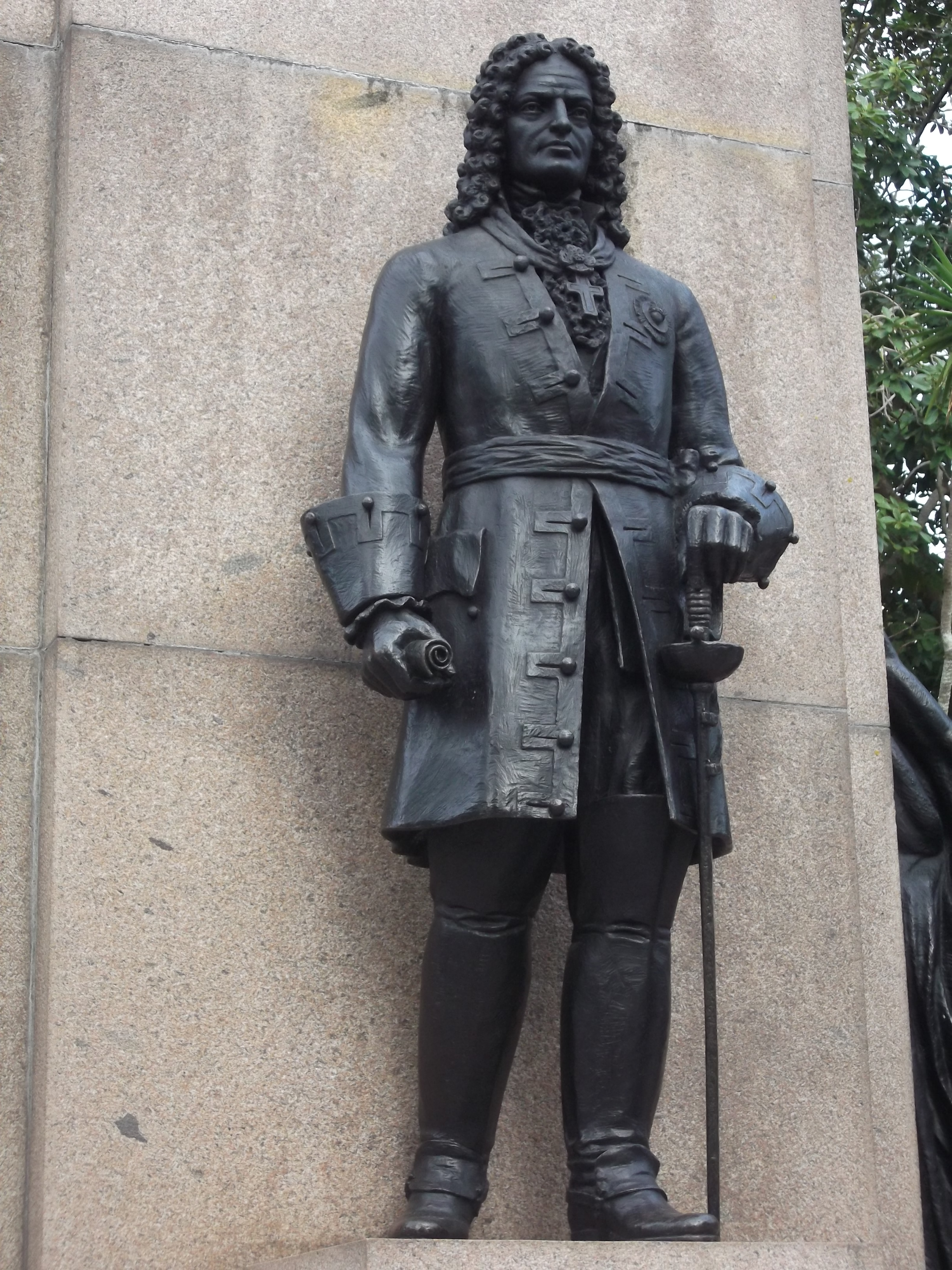
Denkmal für General José da Silva Pais in Rio Grande (Brasilien)

Nachdem die vertragliche Einigung der Mutterländer im Laufe des Septembers 1737 im La-Plata-Gebiet bekannt geworden war und die Kampfhandlungen ihr Ende gefunden hatten, begann in der Region ein wirtschaftlicher Aufschwung. Colonia del Sacramento kehrte zum Schmuggelhandel und zur Viehzucht zurück, doch die Landwirtschaft im Umland war durch die Verheerungen praktisch zerstört und sollte sich nie wieder erholen. Die Konsequenz für die portugiesischen Siedler war zudem, dass sie ihr Konzept umstellen mussten. Ursprünglich hatten sie geplant, von Sacramento aus nach Osten entlang der Küste zu siedeln und somit irgendwann Anschluss an Brasilien zu gewinnen. Doch dies war allein schon wegen der neuen Begrenzung durch Montevideo unmöglich geworden. Stattdessen verlief die Siedlungsbewegung nun landeinwärts entgegen dem Río de la Plata. Der Umfang dieser Besiedlung erreichte nie das geplante Ausmaß, aber man errichtete ein neues Fort namens Fortaleza do Sul und ging auch an die Besiedlung der Insel Santa Catarina. Viele der neuen Siedler stammten von den Azoren und konzentrierten sich vornehmlich auf die Landwirtschaft anstatt wie bisher auf den Handel.
Der Konflikt beförderte in erster Linie jedoch das portugiesische Interesse an seinen südamerikanischen Kolonien. Die Gouverneure wurden aufgefordert, Expeditionen zu entsenden, Karten zu erstellen und die Grenzen zu überwachen. Die neuen Befestigungsanlagen von Sacramento verschlangen teilweise ein Drittel des königlichen Haushaltes. Allerdings stellte sich bald heraus, dass Sacramento und ein großer Teil der brasilianischen Territorien westlich der Linie von Tordesillas lagen und damit eigentlich Spanien zustanden. Noch hatten die spanischen Kartographen dies nicht herausgefunden, und so blieb es vorläufig beim Status quo.

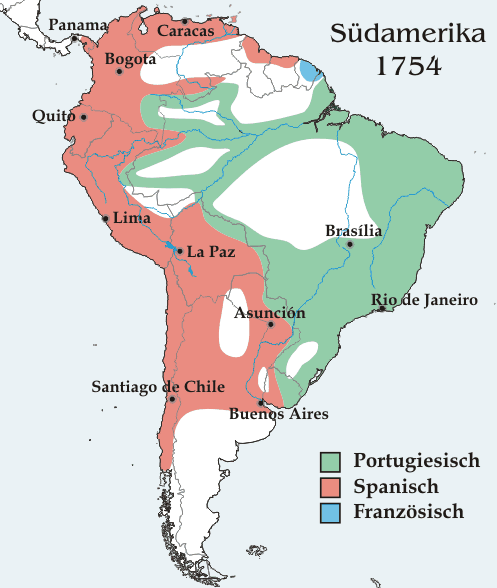
Verteilung der spanischen (rot) und portugiesischen (grün) Kolonien in Südamerika um die Mitte des 18. Jahrhunderts

Es blieb allerdings nicht ganz friedlich in der Region, denn beide Seiten bereiteten sich auf neue Auseinandersetzungen vor. Neben dem Bau von Festungsanlagen besetzten die Portugiesen bereits im folgenden Jahr (August 1738) die strategisch wichtige Insel Santa Catarina durch Brigadegeneral da Silva Pais, der auch in den folgenden Jahren Gouverneur der Insel blieb. Im Gegenzug verwandelten die Spanier Montevideo zu einer Festung und Marinebasis. Die Regierungszeit König Fernands VI. von Spanien ab 1746 war jedoch geprägt von inneren Reformen und außenpolitischem Ausgleich, unter anderem mit Portugal, wobei es sicher auch eine Rolle spielte, dass der neue König über seine Ehefrau Maria Barbara de Bragança gute Beziehungen zum Nachbarland pflegte. Unter der Federführung des Ministers José de Carvajal y Lancaster kam es im Jahr 1750 zum Abschluss des Vertrags von Madrid, der folgende Bestimmungen enthielt: Colonia del Sacramento sollte an Spanien übergeben werden, welches im Gegenzug die Jesuitenreduktionen östlich des Rio Uruguay abtrat und die übrigen portugiesischen Siedlungen im Amazonas und im Mato Grosso anerkannte. In Südamerika selbst stießen diese Veränderungen teils auf heftigen Widerstand, vor allem der Jesuiten und der Guaraní (1754/55). Letztlich wurde auch Sacramento aus diesem Grund nicht an die Spanier übergeben, und der Vertrag blieb weitgehend nur ein theoretisches Konstrukt.
Die Banda Oriental blieb jedoch ein Zankapfel der Politik. Ferdinands Nachfolger Karl III. verwarf die vertraglichen Bestimmungen 1760 während des Siebenjährigen Krieges. Der damals amtierende spanische Gouverneur von Río de la Plata, Pedro de Cevallos, stellte den portugiesischen Siedlern inakzeptable Bedingungen und ging schließlich zum Angriff über. Er eroberte nicht nur Colonia del Sacramento, sondern nahm das gesamte Gebiet ein, welches den heutigen brasilianischen Bundesstaat Rio Grande do Sul umfasst und das in den Jahrzehnten zuvor von Portugiesen besiedelt worden war. Auch in Europa führten beide Mutterländer Krieg gegeneinander. Im Frieden von Paris (1763) wurde wiederum die Rückgabe von Colonia del Sacramento bestimmt, und vier Jahre darauf fiel auch das eroberte brasilianische Gebiet zurück an die Portugiesen. Erst 1777 führte ein weiterer Konflikt (→ Spanisch-Portugiesischer Krieg (1776–1777)) zur endgültigen Eroberung von Colonia del Sacramento und der Banda Oriental durch spanische Truppen. Im Ersten Vertrag von San Ildefonso (1. Oktober 1777) kehrte man im Wesentlichen zur Einigung von 1750 zurück. Spanien behauptete daraufhin das Gebiet des Río de la Plata bis zum Beginn der Südamerikanischen Unabhängigkeitskriege.